# Колекция „Фарнезе“
Колекция „Фарнезе“ (на италиански: Collezione Farnese) е колекция от произведения на изкуството, датираща от периода на Ренесанса, една от най-важните в Италия и в Европа. Резултат е от непреходното меценатство и колекционерство, продължили около два века – от средата на XVI до първата четвърт от XVIII век, на различни членове на Фарнезе – благородническо семейство от Лацио, преди всичко на кардиналите Алесандро и Одоардо Фарнезе. Някои от картините са поръчани от членове на семейството и са нарисувани от най-великите художници  времето. Колекцията е допълнена през 1564 г. с римските скулптури, открити в Термите на Каракала в Рим.
Колекцията се разклонява между дворовете на Рим, Парма и Пиаченца, докато през 1734 г., по заповед на Карлос III де Бурбон, почти всички предмети не са събрани и прехвърлени в Неапол. Карлос III наследява собствеността на колекцията от майка си Изабела Фарнезе. Списъкът с произведения е обширен и обхваща разнообразни художествени жанрове, като живопис, скулптура, художествени и археологически, рисунки, книги, бронз, обзавеждане, камеи, монети, медали и много други археологически находки.
След смъртта на Антонио Фарнезе (1731) и последвалото изчезване на династията Фарнезе Херцогство Парма и Пиаченца преминава под контрола на Испанската империя. Историкът от ХХ век Микеланджело Шипа описва движението на колекцията като „здравословен грабеж“, който осигурява нейната защита от войните. Преди да бъде окончателно преместена в Неапол през 1731 г., тя е временно съхранена в Генуа, за да бъде далеч от военните действия.

## История
Колекцията, започнала в Рим, се развива основно в три отделни ядра. Първото ядро е това в Рим и то е свързано с папа Павел III. Второто ядро – това в Парма съдържа значителен брой произведения от художествените школи в Емилия и Фландрия, разположени в дворците на фамилията Фарнезе в Парма и Колорно. Третото ядро е това във фамилния дворец в Пиаченца.

### XVI век

#### Социален възход на сем. Фарнезе
Много от историческите събития, свързани с възникването и развитието на колекцията, датират от XVII и XVIII век. Колекцията се ражда, когато папа Павел III, избран през 1534 г., и неговият племенник, кардинал Алесандро Фарнезе започват да поръчват и събират чрез подаръци и придобивки, от 1542 г. нататък, картини и скулптури на някои от най-известните художници на времето, както и антики, намирани на строителни обекти в Рим.
Първоначално всички колекции са изложени в Палацо Фарнезе, намиращ се на Кампо дей Фиори в Рим. Тази сграда, поръчана от папата през 1495 г. и завършена около 1540 г., първоначално служи за резиденция на Пиер Луиджи II Фарнезе, херцог на Кастро и син на папа Павел III, а след това, от 1544 г., е обитавана и от сина на Пиер Луиджи, Ранучо Фарнезе, известен като „Кардинал на Сант Анджело“, докато брат му Алесандро живее в близкия Канцлерски палат. Не съществува сигурна информация за подредбата на творбите в сградата по време на нейното строителство.
През средата на XVI век папа Павел III (Алесандро Фарнезе) е изключително активен в политическо отношение, особено в родните си градове Парма и Пиаченца. През 1545 г. той успява окончателно да отдели тези градове от Миланското херцогство и да създаде ново, автономно херцогство, което не е зависимо от Папската държава. Неговият син Пиер Луиджи Фарнезе е провъзгласен за негов херцог.

#### Колекцията при внука – кардинал Александро Фарнезе Млади

###### Антики
Археологическите находки формират основата на колекцията. Те са резултат както от открития по време на разкопките в Рим, развиващи се навремето, така и от придобивките от други колекции.
Бюстовете и античните статуи от колекцията на кардинал Федерико Чези датират от 1537 г., докато статуите на двамата дакийски затворници (днес в Националния археологически музей в Неапол) от колекцията на Асканио Колона са от 1541 г. Сред откритията от 1545 г. по време на разкопките на Фабрика „Сан Пиетро“ в Термите на Каракала са и някои от най-важните експонати на колекцията, включително шедьоври на класическото изкуство като скулптурите Изтезанието на Дирка (или Бик Фарнезе), Херкулес Фарнезе и Латинският Херкулес (първите две днес в Националния археологически музей в Неапол, а третата в Кралския дворец в Казерта). Значителни са също откритията в Тиволи, където кардинал Алесандро Млади поема ролята на управител от 1535 г.
През 1546 г. Отавио Фарнезе закупува колекцията „Саси“, включително статуята на Аполон (днес в музея в Неапол). През 1547 г. придобива колосалния бюст на Юлий Цезар, намерен по време на разкопките на форума на Траян, както и пиедесталите на колоните на храма на Адриан, намиращ се на Пиаца дела Пиетра (днес в музея в Неапол).

##### Поръчките на Тициан (1542 – 1546)
В художествен контекст колекцията започва през 1541 г. с Джулио Кловио, който е поканен от Александро Фарнезе Млади и се установява в двореца Фарнезе в Рим. Кловио остава там до смъртта си през 1578 г., създавайки редица произведения, включително декорациите в Часослова (днес съхраняван в библиотеката „Пиърпонт Морган“ в Ню Йорк), и бидейки консултант за придобиването на произведения на изкуството.

Първите мащабни художествени поръчки, направени от семейството между 1542 и 1545 г., са дело на кардинал Александро Фарнезе Млади. През този период Тициан е поканен в папския двор в Емилия, където рисува поредица от портрети на семейството, включително този на Ранучо Фарнезе (1542 г.), който представлява първата работа на Тициан за фамилията Фарнезе. Сред другите забележителни творби са портретите на Павел III – с камауро (1543 г.) и без (около 1545 г.), както и портретът на кардинал Алесандро Фарнезе (1545-1546).
В стремежа си да подтикне Тициан да изпълни възложените задачи, кардиналът обещава да удовлетвори негови желания, като например искането за предоставяне на абатство за сина на художника, Помпонио. Въпреки това, дори след завършването на допълнителни произведения, като известната Даная (1545) и портрета на Павел III с внуците му Отавио и Алесандро Фарнезе (1545-1546), венецианският майстор не получава очакваните привилегии за сина си, който остава само със скромна курия във Венето.

##### Първоначална инвентаризация
След смъртта на папа Павел III през 1549 г., разрастването на колекцията значително се забавя, отчасти поради намалялото политическо влияние на семейство Фарнезе в годините непосредствено след кончината на папата. През 1551 г. членовете на фамилията са дори заклеймени като „бунтовници“ от папа Юлий III, след като по-рано са сключили споразумения за политическа защита с френските крале.
През 1549 г. Марчело Венусти получава поръчка да създаде копие на „Страшния съд“ на Микеланджело. Това копие, съхранявано днес в Национален музей „Каподимонте“ в Неапол, е известно с това, че запазва оригиналния вид на композицията преди корекциите, направени от Даниеле да Волтера, който е призован да прикрие голотата на фигурите.
Подредбата на произведенията в двореца „Кампо де Фиори“ по време на неговото изграждане остава неясна. Известно е обаче, че до смъртта на Павел III дворецът има непрекъснато обогатяване на части от колекцията, където, в допълнение към първоначалната група от произведения, поръчани от семейството, преди всичко групата от картини и скулптури, останали от Тициан и Гулиелмо дела Порта, с течение на времето колекцията е обогатявана главно с предмети, идващи от дарения, завещания или покупки от други колекции, резултат от внимателното покровителство на представители на семейството.

Първата инвентаризация на античните скулптури в колекцията – т. нар. „Опис на Алдрованди“ е съставена през 1550 г. и публикувана през 1556 г., като описва разположението на много от експонатите, днес част от Националния археологически музей в Неапол. 
Междувременно кардинал Алесандро Фарнезе Млади продължава да запълва резиденцията си в Палацо дела Канчелерия с археологическите находки, които купува за себе си. Тук влизат предмети от колекцията „Дел Буфало“, която той придобива през 1562 г., включително скулптури като Атлас, носещ света и  парапета на кладенеца –  т. нар. Атлас Франезе и базалтовият Аполон, който след реставрации от XVIII век става Аполон китаред, както и Ерос Фарнезе (и трите днес в Националния археологически музей на Неапол). Тези произведения впоследствие са прехвърлени, незнайно кога, в залите на двореца Фарнезе, когато едно крило на сградата е предназначено да приюти частните апартаменти на Кардинала внук.
През следващите години са съставени още два описа – един през 1566 г., година след смъртта на кардинал Ранучо Фарнезе, и друг през 1568 г., когато колекцията и дворецът в Кампо де' Фиори са изцяло под управлението на кардинал Алесандро Фарнезе Млади. Той, както е известно, е брат на Ранучо, първородният син на Пиер Луиджи Фарнезе и внук на папа Павел III. Вместо да акцентират върху „разликите“ между двата каталога, които са минимални, тъй като колекциите на Алесандро вече са били преместени в резиденцията на Ранучо преди съставянето на първия опис, тези инвентаризации са от значение, защото разкриват подредбата на различните експонати в залите на комплекса.
Античните скулптури, сред които Херкулес Фарнезе, Латинският Херкулес и Флора Фарнезе, са разположени между арките на вътрешния двор на комплекса. В хола на дясното крило на първия етаж, предназначено за кардинал Алесандро Млади и превърнато впоследствие в Залата на императорите, се подредени бюстове на римските консули и императори, както и скулптурите на Венера с Купидон Фарнезе и Ерос. В голямата зала на същия етаж са поставени двамата дакийски затворници от двете страни на входа, а в нишите – други скулптури като безглавата статуя на Дорифор и статуята на Минерва. Фрагментарните и нуждаещите се от реставрация скулптури са съхранявани в бараката, включително Бикът Фарнезе. Поради огромния си размер той е изложен в неподходяща среда, но впоследствие намира своето място в градините на двореца. Античните статуи формират основата на колекцията, като на този етап тя е допълнена и от картини на Тициан.

##### Придобивки от втората половина на XVI век
Сред декоративните изкуства (по принцип неподценявани от фамилията) се открояват поръчките на кардинал Алесандро Фарнезе Млади. Една от тях, направена около 1548 г., е прочутата Ковчеже Фарнезе, завършена през 1561 г., която днес се намира в музея Каподимонте в Неапол. Кристалите ѝ са майсторски издълбани през същата година от Мано Збари и Джовани Бернарди, последния от които е смятан за най-изтъкнатия гравьор на епохата. Друга забележителна поръчка е голямата мраморна маса с размери 3,95 x 1,80 м, предназначена за централната зала на двореца, където остава до XVIII век и днес се намира в Музея „Метрополитън“ в Ню Йорк. Създадена около 1570 г., което се установява по украсените с гербовете на Александър Млади мраморни рафтове, на които стоят краката на масата, вместо гербовете на покойния вече Ранучо Фарнезе. Освен това масата липсва в описите от 1566 и 1568 г., което потвърждава по-късната ѝ датировка. Наред с Ковчежето Фарнезе, тази маса представлява една от най-забележителните мебели от колекцията, която е запазена до наши дни.
Освен преките поръчки, семейството Фарнезе активно се ангажира с придобивания в живописта, като закупува цели групи картини от съществуващи колекции, пуснати за продажба или дарени, започвайки от 70-те г. на XVI век. Джулио Кловио играе ключова роля като връзка между папското семейство и Ел Греко. След пристигането си в Рим около 1570 г., Ел Греко влиза в контакт със семейството Фарнезе и тяхното обкръжение, включително библиотекаря Фулвио Орсини. За Фарнезе той създава редица произведения, сред които Момчето, което духа върху горящ въглен (сега съхранявано в музея Каподимонте в Неапол) и Изцелението на слепия (днес в Националната галерия на Парма).

През 1573 г. икономът на домакинството, Лудовико Тедеско, завещава селекция от произведения, които кардинал Алесандро Фарнезе Млади може да избере и включи в своята колекция. Около 1578 г. кардиналът придобива колекция от медали от кардинал Мочениго. През 1581 г. той добавя към колекцията си няколко произведения от колекцията на кардинал Бембо, предложени за продажба от сина му. Сред тях е и глава на Антиной, която преди това е принадлежала на колекцията „Киджи“. Тази глава е поставена върху тялото на Дорифор, оформяйки днешния Антиной Фарнезе, и намира своето място в галерията на двореца. Алесандро Фарнезе притежава тялото на Дорифор. Главата, от друга страна, е закупена от кардинала в Падуа, от завещанието на Пиетро Бембо, който от своя страна я купува в Рим от семейство Киджи. През същия период кардиналът получава дарение от Андреа Джерарди, който притежава земи близо до Порта Сан Лоренцо. Дарението включва няколко римски саркофага с изящна декорация, които са поставени в градината на Вила Фарнезина. Тази вила, която по-рано е принадлежала на Агостино Киджи, е закупена от кардинал Алесандро през 1580 г.
Колекцията от антики на семейството Фарнезе значително се разширява след смъртта на Маргарита Австрийска, съпруга на Отавио Фарнезе. Маргарита, която живее както в Палацо Мадама, така и във Вила Монте Марио, завещава след смъртта си през 1586 г. тези имоти, включително всички съхранявани колекции, на съпруга си. След неговата смърт, монументалната сграда и нейните съкровища преминават в наследство. Сред археологическите находки се открояват групата на тираноктоните Хармодий и Аристогитон (днес в Националния археологически музей на Неапол), Диадомен на Поликлет (днес в Британския музей в Лондон), Клекналата Венера (днес в музея в Неапол), Бакх (пак там), както и колекция от гоблени и други произведения. Това завещание също допринася за началото на формирането на скъпоценната колекция от камъни. Сред тях са експонати от колекциите на папа Павел II и Лоренцо Великолепни, от които произлиза известната Чаша Фарнезе.
През 1587 г. кардиналът придобива за 500 скуди цялата колекция от рисунки на Томазо де Кавалиери, един от най-близките приятели на Микеланджело, сред които и няколко скици на самия Микеланджело. В същата година в опис на „гардероба“ на Ранучо Фарнезе, пристигнал в римския дворец чрез Отавио или самия Ранучо, са изброени около четиридесет картини. Сред тях се откроява Портретът на Галеацо Санвитале от Пармиджанино.

##### Смъртта на кардинал Алесандро Фарнезе Млади (1589)
През 1589 г. кардинал Алесандро Фарнезе Млади умира. До началото на последното десетилетие на XVI век, с наследствата на папа Павел III, придобиванията на Александро Фарнезе Млади и наследствата на Отавио Фарнезе, фамилията Фарнезе се утвърждава с изключителна колекция от картини, богато наследство от антики, считано за едно от най-забележителните за времето, както и обширни имоти в Папската държава. По-голямата част от тези имоти, особено в района на Рим, са поръчани от Великия кардинал. Към тази дата се споменават следните имоти: дворецът Фарнезе в Рим, дворецът Фарнезе в Капрарола (лична резиденция на Алесандро), вила Фарнезина (закупена от кардинала през 1580 г. от семейство Киджи), дворецът и вилата Мадама (придобити като зестра от Отавио), дворецът Дела Канчелерия (друга резиденция на кардинала), ботаническите градини Фарнезе на Палатин, Рока ди Иския ди Кастро, както и дворците Фарнезе в Градоли, Латера, Пиаченца, дворецът Пилота в Парма (изграден от Отавио), дворецът Фарнезе в Ортона и други.

#### Колекцията при кардинал Одоардо (1589)
След като тримата синове на Пиер Луиджи Фарнезе – внуците на Павел III умират: Ранучо през 1565 г., Отавио през 1586 г. и кардинал Алесандро Фарнезе Млади през 1590 г., Колекция „Фарнезе“ преминава към внуците на Отавио, както и към синовете на Алесандро, 3-ти херцог на Парма и Пиаченца, т.е Одоардо, който следи произведенията, съхранявани в Рим, и брат му Ранучо I, 4-ти херцог на Парма и Пиаченца, който следи произведенията, събрани в резиденциите на херцогството.
В края на XVI и началото на XVII век колекцията значително се разширява, обхващайки както римската резиденция, така и тези в Парма и Пиаченца. Това става възможно благодарение на приноса на Алесандро Фарнезе, 4-ти херцог на Кастро, който е внук на Павел III и син на Отавио. В този период в колекцията се включват произведения на изтъкнати художници като  Рафаело, Себастиано дел Пиомбо, Гулиелмо дела Порта, Микеланджело, Ел Греко и други.
Одоардо, синът на Алесандро, проявява изключителна активност в римския дворец, като поръчва множество модернизационни работи по сградата. Той ангажира Анибале и Лудовико Карачи с техните сътрудници да създадат един от най-забележителните живописни цикли в историята на изкуството, който става основа за бароковия стил. В Галерия „Фарнезе“ те изобразяват историите за любовта на боговете (1597–1607), а в Камерино Фарнезе рисуват сцени, прославящи делата на Алесандро Фарнезе, включително платното Херкулес на кръстопът, разположено в центъра на свода (днес изложено в Музей „Каподимонте“ в Неапол).
Модернизациите, извършени по заповед на Одоардо, също включват разширяване на сградата между улица „Джулия“ и река Тибър. Той нарежда изграждането на мост (мостче Фарнезе), който свързва основната сграда със семейния дворец. През 1603 г. по негово желание е построен и Палацето Фарнезе, предназначен за частните му апартаменти. Тази сграда е разрушена през 1870 г. по време на градската реорганизация на района.
Сред значимите поръчки и придобивки, направени от Одоардо, се откроява алегоричната скулптура, също посветена на баща му, изобразяваща Александър, победил ереста, дело на Симоне Москино. Това произведение, първоначално изложено в залата на двореца Фарнезе, днес се намира в Кралския дворец в Казерта. Освен това, поръчките му включват картини от Болонската школа, които формират, заедно с ранните произведения на Тициан и част от творбите в колекцията Орсини, формират основното ядро на живописната колекция. Сред шедьоврите на Анибале Карачи са Мистичният брак на Света Екатерина Александрийска (днес в Музей „Каподимонте“ в Неапол), Христос, увенчан с трънна корона (Музей на Болоня), Свети Петър и Видението на Свети Евстахий (и двете в Неапол), Венера със сатир и купидони и Христос и Кананея (в Галерията на Парма). В крилото на комплекса, попадащо в новия Палацето Фарнезе, описите от този период отбелязват други творби от Болонската школа: Риналдо и Армида (днес в Музей „Каподимонте“) и Диана и Атеон (днес в Кралските музеи в Брюксел) на Анибале Карачи, Портрет на Ариго Косматия, Пиетро Лудия и Амон джуджето (днес в Музей „Каподимонте“) и Изнасилването на Европа на Агостино Карачи.

Две изключителни поръчки от Одоардо до Анибале Карачи могат да се свържат с този период. Първата е Христос в слава със светци и Одоардо Фарнезе, за църквата „Обител Камалдоли“, сега в Палатинската галерия във Флоренция. Втората е Пиета, днес в Музей „Каподимонте“ в Неапол. Пиета е сред най-забележителните произведения на Карачи и изобщо на италианската барокова живопис. Въпреки това първоначалното ѝ местоположение остава неясно, като е възможно да е била предназначена за олтар в частен параклис.
По време на поръчките на Одоардо има други важни придобивки от външни колекции. Сред тях е тази на Джанджорджо Чезарини, съпруг на единствената извънбрачна дъщеря на кардинал Алесандро Фарнезе Млади – Клелия Фарнезе, чиято колекция е закупена за 5000 скуди през 1593 г. Тя включва забележителни произведения като седемнадесет глави на философи, открити по време на разкопките на баните на Диоклециан през 1576 г., Лежащия Океан, както и Сатир и малкият Дионисий, и най-вече добре известната Венера Калипига (всички днес в музея в Неапол).

### XVII век

#### Наследствено завещание на колекцията на Фулвио Орсини (1600)
Друго значимо обогатяване на колекцията на Фарнезе идва с наследственото завещание на Фулвио Орсини, който със смъртта си през 1600 г. дарява голяма част от своята колекция на кардинал Одоардо. Орсини, виден учен, изтъкнат колекционер на изкуството и културна личност, служи като библиотекар на Дом Фарнезе. Той живее на втория етаж на двореца Фарнезе, където остава до смъртта си. През 1554 г. Орсини е на служба при Алесандро Фарнезе Млади, въпреки че фактически работи за кардинал Ранучо. След смъртта на Ранучо, Орсини започва да работи за Великия кардинал. Макар формално да запазва позицията си на библиотекар, уважението на семейство Фарнезе към него го издига до длъжността официален консерватор на колекцията на Фарнезе и съветник по въпросите за нови придобивки.
Колекция „Орсини“ се състои от 400 гравирани камъка, 150 надписа, 58 бюста, 70 златни монети, около 1900 сребърни монети, повече от 500 бронзови монети, 113 картини и рисунки, плюс различни антични предмети, на обща стойност, оценена на 13 500 скуди. Сред картините, оставени в Колекция „Фарнезе“, има множество изпълнени от авторитетни имена, включително Портрет на Джулио Кловио с часослов от Ел Греко (днес в Музей „Каподимонте“ в Неапол), Автопортрет до спинет на Софонизба Ангуисола (пак там), Играта на шах от същата авторка (днес в Музея в Познан), двата портрета на Климент VII от Себастиано дел Пиомбо (днес в Музей „Каподимонте“), Портрет на Франческо Гонзага от Андреа Мантеня (пак там), два портрета на Даниеле да Волтера (включително един в Галерия „Парма“ и друг в Каподимонте в Неапол). Колекцията също така включва произведения на Джовани Белини, Рафаело, Джорджоне, Джулио Романо, Росо Фиорентино, включително Портрет на млад мъж седнал върху килим, и на други майстори на Италианския ренесанс.

#### Смъртта на кардинал Одоардо и упадъкът на семейство Фарнезе в Рим (1626)
Допълнителни придобивки са направени в началото на XVII век, по време на някои конфискации, извършени от фамилия Фарнезе срещу „бунтовни“ семейства. Това позволява включването в колекцията на произведения като Мадона с котка от Джулио Романо, и Мистичният брак на Света Екатерина Александрийска от Антонио да Кореджо (и двете днес в Музей „Каподимонте“), идващи от колекцията на сем. Сансеверино. Също така са добавени творби от семейството Мази, сред които платната на Питър Брьогел Стари Мизантроп и Притча за слепците (и двете в Каподимонте в Неапол).
Между 1615 и 1617 г. кардинал Одоардо възлага на Джовани Ланфранко създаването на четири фрески и девет платна (сред които Възнесението на Магдалена и Христос, обслужван от ангели, които днес са в музея „Каподимонте“ в Неапол) за неговата зала, наричана „Стаята на отшелниците“, разположена между Палацето Фарнезе и църквата „Санта Мария дел'Орационе е Мортe“.
Одоардо е последният представител на фамилията, който обитава двореца Фарнезе в Рим. След смъртта му през 1626 г. сградата постепенно запада, тъй като основният клон на семейството вече е трайно установен в Херцогство Парма и Пиаченца. Наследникът му Ранучо II започва проект за преместване на колекцията от Рим към териториите на херцогството.
Римският дворец дори е отдаден под наем на чужденци, включително през 1636 г. на кардинала на Лион Алфонс дьо Ришельо.

#### Прехвърляне в Парма на римската изобразителна колекция от Ранучо II (сред. на 17 век)
Три описа на Колекция „Фарнезе“, датиращи от 1641, 1644 и 1653 г., не само предоставят подробно изброяване на всички притежания на семейството, но и представляват първите действително пълни документи, които, за разлика от описите от 1566 и 1568 г., включват и художествените произведения, принадлежащи към колекцията. Описът от 1644 г. е особено важен за историята на колекцията, тъй като замразява статуквото на събраните произведения към този момент, преди тяхното преместване в Парма. От средата на XVII век Ранучо II Фарнезе премества цялото ядро от картини, намиращи се в Рим, в семейните имоти в Емилия – първо в двореца „Джардино“, а след това в двореца „Пилота“. Това води до смесване на произведенията на Фарнезе с други, които вече са били в Емилия, като поради недостатъчна документация става трудно да се разграничат и идентифицират отделните произведения.
Прехвърлянето на римските картини от Колекция „Фарнезе“ е извършено в контекста на бунтовете в папския град, които включват и настроения срещу семейство Фарнезе. Няколко години по-късно, от цялата колекция, разпръсната из различните имоти на семейството, единствено групата от антични скулптури, открити в Рим, остава извън новата централа в Емилия. Тези скулптури са запазени на място заради трудностите при преместването им. Освен тях, няколко отделни картини, като Херкулес на кръстопът от Анибале Карачи, също остават в римския дворец.
Ранучо II умира през 1694 г. и оставя колекцията на своя син Антонио. Произведенията, датиращи от втората половина на XVII век, които стават част от колекцията, като тези на Сполверини и Джакомо Денис, са свързани с поръчките, направени от членовете на семейството, вече установени в Парма и Пиаченца, по-точно от генерал Алесандро и самия Ранучо II.

### XVIII век

#### Прехвърляне на колекциите от Емилия в Неапол (1735 – 1739)
През 1731 г. последният представител на мъжкия клон на династията, Антонио Фарнезе, умира без наследници. По силата на договора от Войната на четворния съюз херцогството става част от Испанската империя. Наследството  е предадено на неговата племенница Изабела, съпруга на Филип V от Испания, последната пряка потомка на семейството, а оттам – на нейния син Карлос III де Бурбон – новият херцог на Парма и Пиаченца. С избухването на Войната за полското наследство между Испания и Австрия, през февруари 1734 г. Карлос III заминава за завладяването на двете Сицилии от Бурбоните. Заради заплахата от австрийските имперски войски и френско-сардинските съюзнически войски, напускайки Парма, той обезопасява своите активи, като прехвърля колекцията на Фарнезе в Генуа, с надеждата да я върне в Парма при по-благоприятни обстоятелства.. 
След сключването на мирните договори Карлос III се отказва от титлата херцог на Парма, за да стане крал на Неапол, което води до окончателното пренасочване на Колекция „Фарнезе“ към Неапол. Прехвърлянето на произведенията е завършено между 1735 и 1739 г., като в процеса са включени и скъпоценните камъни и библиотеката на Фарнезе, донесени в Кралския дворец в Неапол през 1736 г. Междувременно в столицата на кралството Карлос III нарежда изграждането на „лъскава резиденция“, която да служи като място за творбите. Така се ражда дворецът Каподимонте, проектиран специално за тази цел. По-късно, в периода 1806-1815 г., той е използван от френските суверени като кралска резиденция.
През 1735 г. правото на прехвърляне на собственост е признато на Карлос III чрез предварителния договор към Виенския мирен договор. Не цялото имущество на суверена обаче напуска Парма. Причина за напрежение между Неапол и Виена става австрийският отказ през 1738 г. да бъдат прехвърлени от Колорно две големи базалтови статуи – на Херкулес и Бакх. Тези скулптури, открити във Фарнезианските градини в Рим по времето на Франческо Фарнезе, са депозирани в ателието на скулптора Джулиано Моцани за незавършена до момента реставрация. Първоначалните протести на Карлос III престават, тъй като испанският двор ги счита за дипломатически неудобни.
Сериозната загуба, която претърпява град Парма, е толкова силна, че през следващите години новият херцог Филип I забранява изземването на няколко градски произведения (като Мадоната на Сан Джироламо от Кореджо) и създава Академията за изящни изкуства, като по този начин започва художествено възраждане, полезно за придаване на нов блясък на емилианския двор.

#### Преместване на римските антики в Неапол (1786 – 1788)
Завършването на прехвърлянето на Колекция „Фарнезе“ става факт 54 години по-късно, когато крал Фердинанд IV, син на Карлос III, решава да премести римската част от колекцията в Неапол. Тази част включва предимно скулптури и археологически находки, съхранявани в Палацо Фарнезе на Кампо де' Фиори, Вила Фарнезина и Фарнезианските градини. Прехвърлянето, извършено между 1786 и 1788 г., предизвиква сериозно недоволство в папската столица, водещо до силни протести и опозиция от страна на папа Пий VI, който настоява колекцията да остане на място.
През годините на различните вълнения, които Кралство Неапол преживява, по повод създаването на Неаполитанската република през 1799 г. и последвалото френско управление на Жозеф Бонапарт и Жоашен Мюра (1806-1815), при различните бягства на краля в Палермо, той обикновено взема със себе си някои от най-престижните произведения от колекцията, за да ги предпази от ограбване. Картините на Тициан Даная, Портрет на Павел III с внуците си Алесандро и Отавио Фарнезе и Портрет на папа Павел III без шапка, някои археологически произведения на Кралския музей на Бурбоните, както и скъпоценните камъни на Фарнезе в кралския дворец имат тази съдба. Когато кралят се завръща в Неапол благодарение на възстановяването на кралството на Бурбоните, произведенията са върнати в столицата на кралството и всички (включително картините) са временно съхранявани в Тайния кабинет на Кралския музей (днешен Национален археологически музей), в очакване тяхното окончателно разпределение.

### XIX и XX век
След обединението на Италия през 1861 г. името на Двореца на кралските изследвания е променено на Национален музей. Едва през 1957 г. художествената галерия е отделена от сградата и е пренаредена заедно с други средновековни и модерни произведения и предмети на изкуството в Двореца „Каподимонте“. Фарнезианската библиотека пък се влива в Националната библиотека на Кралския дворец. Междувременно през първите десетилетия на XX век 138 картини от Колекция „Фарнезе“ са върнати в Парма и Пиаченца като компенсация за предполагаемите узурпации, извършени от Карлос III де Бурбон два века по-рано. Според италианския историк от XX век Микеланджело Шипа преместването на колекцията, описано като „здравословен грабеж“, е гарантирало защитата ѝ от опасностите на Войната за полското наследство, която е била на път да обхване и Херцогство Парма. В противен случай произведенията биха се озовали във владение на новите собственици на Емилианското херцогство, т.е. австрийците

## Описание
Днес голяма част от Колекция „Фарнезе“ е изложена в Неапол в три отделни комплекса: Национален археологически музей, Национален музей „Каподимонте“ и Кралски дворец. Други творби са изложени в Кралския дворец в Казерта, в Градския музей и в Колеж „Алберони“ в Пиаченца, в Националната галерия в Парма, в Пинакотеката в Болоня, в Британския музей в Лондон, в Националната художествена галерия във Вашингтон и в други музеи по света.
Колекцията на Националния археологически музей се състои главно от римски скулптури, съхранявани дълго време в Палацо Фарнезе, Вила Фарнезина и Фарнезианските градини в Рим. Други антики идват от Парма или Рим, придобити от други колекции (като Чаша Фарнезе).
Вместо това колекцията на Национален музей „Каподимонте“ е съставена основно от емилиански и римски ренесансови картини, и от фламандски картини, събрани основно в Рим, след това преместени в средата на XVII век почти всички в Парма, първо в Палацо дел Джардино и след това в Палацо дела Пилота (преди последното прехвърляне в Неапол от 1734 г.). Следователно в двореца се съхранява това, което е най-същественото и уместно ядро на живописната колекция на Фарнезе. Има и други находки като порцелан, керамика, съдове, кухненски прибори, броня, сребро, гоблени и злато.
В Кралския дворец на Неапол има и други произведения на Фарнезе, като тези в Зала XVIII, посветени на емилианската живопис; крилото на кралската резиденция, което представлява Националната библиотека, пази книгите на Библиотеката на Фарнезе.
Картините, които са „родени“ в двореца Фарнезе в Рим, носят сив печат от восък с лилията на Фарнезе на гърба на платното, докато тези, които са „родени“ от колекциите на Парма и Пиаченца, са с червен печат.

## Колекция „Фарнезе“ в Национален музей „Каподимонте“, Неапол
- Тициан, Портрет на Павел III с внуците си Алесандро и Отавио Фарнезе (1546 г.),
- Рафаело Санцио, Мадоната на Божествената любов (1516 – 1518 г.),
- Пармиджанино, Портрет на Галеацо Санвитале (1524 г.),
- Лоренцо Лото, Портрет на епископ Бернардо де Роси, (1505 г.),
- Филипино Липи, Благовещение и светии (1485 г.)
- Ел Греко, Портрет на Джулио Кловио (1571)
- Антонио да Кореджо, Мистичният брак на Света Екатерина Александрийска, (1520),
- Анибале Карачи, Пиета (1600)
- Питер Брьогел Стари, Притча за слепците (1568),
- Сандро Ботичели, Мадоната с Младенеца и два ангела (1468 – 1469)
- Якопо де Барбари, Портрет на Лука Пачоли (1500),
- Тициан, Даная (1545 – 1546)

## Колекция „Фарнезе“ в Национален археологически музей, Неапол
- Бик Фарнезе
- Артемида от Ефес
- Херкулес Фарнезе
- Венера Калипига
- Атлас Фарнезе
- Чаша Фарнезе

## Колекция „Фарнезе“ в Национална галерия, Парма
- Себастиано дел Пиомбо, Павел III с внук, (1534)
- Джироламо Мацола Бедоли, Парма прегръща Алесандро Фарнезе (1555)
- Антонис Мор, Портрет на Алесандро Фаенезе (1557)
- Ел Греко, Проглеждането на слепеца (1573)

## Членове на сем. Фарнезе, свързани с колекцията
Това са представителите на фамилията Фарнезе, наследили, запазили или оказали влияние върху динамиката на тази художествена колекция:
- Павел III (Алесандро Фарнезе) (1468 – 1549), папа
- Алесандро Фарнезе Млади (1520 – 1589), внук на предходния, кардинал, поръчва семейни портрети и други творби на Тициан
- Отавио Фарнезе (1524 – 1586), брат на предходния, 2-ри херцог на Парма, Пиаченца и Кастро, придобива като зестра от Маргарита Австрийска различни древни имоти и творби
- Ранучо Фарнезе (1530 – 1565), брат на предходните двама, кардинал
- Одоардо Фарнезе (1573 – 1626), внук на Отавио Фарнезе, кардинал, поръчва стенописите в Галерия „Фарнезе“ в Палацо Фанезе в Рим; след него римският клон на семейството изчезва
- Ранучо II Фарнезе (1630-1694), внук на брат на предходния, 6-и херцог на Парма и Пиаченца, пренася живописната колекция от Рим в Парма
- Изабела Фарнезе (1692 – 1766), внучка на предходния, последна представителка на сем. Фарнезе, кралица-консорт на Испания